# 赵宛华
赵宛华（1932年—），女，云南昆明人，中国舞蹈演员、编导，一级编导，曾任中央歌舞团副团长。